# Zr.Ms. Mercuur (1987)
Zr.Ms. Mercuur (A900) is een torpedowerk- en ondersteuningsschip voor onderzeeboten in dienst van de Nederlandse Koninklijke Marine. Op Zr.Ms. Mercuur wordt onderhoud verricht aan torpedo's. Daarnaast wordt het schip tijdens oefeningen gebruikt als doel. Hierbij wordt gebruikgemaakt van oefentorpedo's. Zr.Ms. Mercuur heeft onder de waterlijn een torpedobuis voor Mk. 48-torpedo's.
De Minister van Defensie heeft aangegeven dat het schip (bij benadering) in 2026 het einde van zijn levensduur heeft bereikt. 